# Catalina Vasa
Catalina Vasa (en sueco, Katarina Karlsdotter Vasa; Nyköping, 10 de noviembre de 1584-Västerås, 13 de diciembre de 1647) fue una princesa sueca, hija del rey Carlos IX de Suecia y de María del Palatinado. Fue condesa palatina de Zweibrücken-Kleeburg tras su matrimonio con Juan Casimiro del Palatinado-Zweibrücken-Kleeburg. Fue hermana del rey Gustavo II Adolfo de Suecia y madre del rey Carlos X Gustavo de Suecia.
La figura de Catalina ha jugado en más de una ocasión un destacado papel en la legitimación dinástica sueca, por haber sido nieta de Gustavo Vasa, uno de los más grandes reyes y héroes nacionales suecos. La descendencia de Catalina ha gobernado en Suecia en tres dinastías después de la extinción de la rama masculina de los Vasa, incluyendo al actual rey de Suecia, Carlos XVI Gustavo de Suecia.

## Biografía
Catalina nació en el castillo de Nyköping un 10 de noviembre de 1584, hija de los duques de Södermanland, Carlos y María. En 1589 murió su madre y la educación de la niña dependió de su padre, quien la instaló en el castillo de Gripsholm. Después de la segunda boda de Carlos, esta vez con Cristina de Holstein-Gottorp, Catalina vivió con la nueva familia de su padre, llevando una buena relación con su madrastra y sus medios hermanos. 
Permaneció en el hogar paterno hasta los 31 años de edad, pues el 11 de junio de 1615 fue dada en matrimonio al conde palatino Juan Casimiro de Zweibrücken. El matrimonio permaneció en Suecia hasta finales de 1617, cuando partieron rumbo a Alemania a ocupar sus posesiones. Pocos años después, en 1622, Catalina y su marido regresaron a Suecia, huyendo de la guerra de los Treinta Años. El matrimonio recibió la posesión del castillo de Stegeborg y las tierras circundantes.
Durante las campañas militares de su hermano, Gustavo II Adolfo, en la guerra de los Treinta Años, Catalina se encargó del cuidado de su sobrina, la princesa Cristina, en particular cuando la reina María Leonor decidió en 1631 acompañar a su marido en la guerra. Tras la muerte de Gustavo Adolfo en 1633 y la depresión que padeció la reina viuda, el regente Axel Oxenstierna decidió apartar en 1636 a Cristina de su madre y, con el consentimiento de esta última, la princesa fue encargada nuevamente a Catalina, quien tuvo que trasladarse a Estocolmo para cumplir la encomienda. 
Falleció el 13 de diciembre de 1647 en la ciudad de Västerås.

## Familia
De su matrimonio con Juan Casimiro del Palatinado-Zweibrücken tuvo ocho hijos, seis nacidos en Suecia. De todos sus hijos, sólo cinco alcanzaron la edad adulta.
1. Cristina Magdalena (1616-1662), casada con el margrave Federico VI de Baden-Durlach (rama de la que descendieron Adolfo Federico y Gustavo VI Adolfo).
2. Juan Wolfgang Carlos (1618-1621).
3. Emilia Isabel (1619-1628).
4. Carlos X Gustavo (1622-1660), rey de Suecia.
5. María Eufrosina (1625-1687), se casó con Magnus Gabriel De la Gardie.
6. Leonor Catalina (1626-1692), se casó con el landgrave Federico de Hesse-Eschwege.
7. Cristina (1628-1629).
8. Adolfo Juan (1629-1689).

## Descendencia de reyes
El hijo varón mayor de Catalina, Carlos Gustavo, se convertiría en rey de Suecia en 1660, tras la abdicación de la reina Cristina. Así se extinguía la dinastía Vasa y entraba a reinar la Casa de Wittelsbach, cuya rama sueca fue llamada Casa del Palatinado-Zweibrücken.
Nuevamente se recurrió a la descendencia de Catalina cuando el rey Federico I (de la Casa de Hesse) no tuvo hijos legítimos para heredarles el trono y el principal pretendiente, Carlos Federico de Holstein-Gottorp, murió repentinamente. Entonces Adolfo Federico de Holstein-Gottorp, hijo de una tataranieta de Catalina, se convirtió en heredero y eventualmente en rey. Con él comenzó a gobernar en Suecia la Casa de Holstein-Gottorp.
La familia francesa Bernadotte, que entró a gobernar Suecia en 1810, se emparentó con la descendencia de Catalina, tras el matrimonio del príncipe Óscar (posteriormente Óscar I) con Josefina de Leuchtenberg. Con esa alianza, los Bernadotte lograron tener lazos de sangre con Gustavo Vasa. A partir de entonces los reyes de esa dinastía son descendientes de Catalina. El matrimonio de Gustavo V con Victoria de Baden, una descendiente lejana de Catalina, reforzó los lazos familiares con los Vasa.